# Dave Egerton
Pour les articles homonymes, voir Egerton.
Pas d'image ? Cliquez ici

a Compétitions nationales et continentales officielles uniquement.

b Matchs officiels uniquement.
Dernière mise à jour le 13 février 2025.
David William Egerton (19 octobre 1961 - 8 février 2021) est un international britannique de rugby à XV qui a représenté l'Angleterre de 1988 à 1990. Il joue pour Bath Rugby entre 1985 et 1995. Après sa retraite de joueur, il est entraîneur pour Bristol et Bridgwater & Albion.

## Biographie
David « Dave » Egerton naît le 19 octobre 1961 à Pinner. Il est scolarisé de 1973 à 1980 à la Bishop Wordsworth's School, une grammar school de Salisbury.
Dave Egerton poursuit ses études à l'université de Loughborough, et joue au rugby dans les équipes universitaires.
Il joue dans le club Bath Rugby entre 1985 et 1995, où il est sélectionné pour 163 matches. Avec ce club, il remporte cinq titres de champion et cinq coupes, notamment la Coupe Pilkington en 1990,. Il est également sélectionné à plusieurs reprises par l'équipe des Barbarians, faisant ses débuts pour le club lors du tournoi des Lisbonne Sevens en 1990.
Dave Egerton fait ses débuts internationaux pour l'Angleterre le 23 avril 1988 à Lansdowne Road contre l'Irlande. Il est sélectionné dans les équipes d'Angleterre pour les Coupes du monde de rugby de 1987 et 1991, mais doit se retirer les deux fois en raison d'une blessure. Il a également joué pour l'équipe britannique et irlandaise des Lions au parc des Princes en octobre 1989. Il dispute son dernier match pour l'Angleterre le 4 août 1990 au stade José Amalfitani contre l'Argentine. 
Après sa retraite en tant que joueur, Egerton est d'abord entraîneur de Bridgwater & Albion,, puis de Bristol en 1997-1998.
Egerton a ensuite été commentateur sportif pour BBC Radio Bristol, puis il travaille quelque temps à Hong Kong dans la gestion des investissements, jusqu'en 2016. Il s'installe à son retour à Clifton.
Egerton meurt le 8 février 2021 à Bristol après avoir été hospitalisé avec la COVID-19 lors de la pandémie.